# Näs tingslag
Näs tingslag var ett tingslag i Värmlands län i Nordmarks domsaga. Tingsplats var Säffle.
Tingslaget inrättades 1680 i Västersysslets domsaga. Det motsvarade Näs härad och tillhörde Södersysslets domsaga från 1830.
Tingslaget uppgick den 1 januari 1948 i Södersysslets tingslag.

## Ingående områden

### Socknarna i häraderna
- Näs härad